# Sosienka
Sosienka – pojedyncza sosna, która rosła na wzgórzu Sosienka w raciborskiej dzielnicy Brzezie. Uznana za pomnik przyrody w 1963 roku. Na początku 2000 roku została podpalona w akcie wandalizmu i ścięta przez straż pożarną. Oszacowano, że dożyła prawie 200 lat. Była związana z kilkoma legendami i stała się symbolem Brzezia. Jej wizerunek znalazł się m.in. na pieczęci dawnej gminy Brzezie z I połowy XX wieku. Od Sosienki swoją nazwę wzięło nie tylko wzgórze, ale i cała okolica jak również jedna z pobliskich ulic – ulica Sosienkowa.

## Historia
Sosna wyrosła na jałowym i piaszczystym gruncie wzgórza o wysokości 252 m n.p.m. w pierwszej połowie XIX wieku. Rosła samotnie i po pewnym czasie zaczęła wyraźnie wyróżniać się w panoramie Brzezia, niegdyś samodzielnej wsi, a od 1975 roku dzielnicy Raciborza. Z czasem zyskała rangę powszechnie szanowanego przez mieszkańców symbolu miejscowości. Jej wizerunek widniał na pieczęci gminnej używanej w I połowie XX wieku oraz na pieczęciach Ochotniczej Straży Pożarnej i Towarzystwa Gimnastycznego "Sokół" z Brzezia, jak również na tarczy uczniowskiej używanej niegdyś w tamtejszej szkole podstawowej. Nazwa "Sosienka" odnosiła się nie tylko do samego drzewa, ale także wzgórza i całej okolicy. Również jedna z okolicznych ulic nosi nazwę Sosienkowa.
7 sierpnia 1963 roku drzewo wpisano do rejestru wojewódzkiego konserwatora przyrody w Katowicach, jako pomnik przyrody. Miało ono wtedy pierśnicę równą 188 cm i 13 m wysokości, a jego wiek oceniano na ok. 150 lat. Do 2008 roku było to jedyne raciborskie drzewo iglaste ustanowione pomnikiem przyrody (uchwałą Rady Miejskiej w Raciborzu z dnia 26 listopada 2008 roku za pomnik przyrody uznano również dwa cisy pospolite przy ul. Sudeckiej). Sosienkę wielokrotnie wzmiankowano w literaturze przyrodniczej i krajoznawczej z II połowy XX wieku, m.in. w książce pt. "Z dziejów domowych powiatu: gawęda o ziemi rybnickiej" z 1984 roku autorstwa Innocentego Libury.
Od dłuższego czasu przyrost na grubość sosny był znikomy, stąd też okoliczni mieszkańcy mówili że sosna zawsze wyglądała tak samo. W latach 70. XX wieku sosna zaczęła usychać. Przyczyną tego było prawdopodobnie podkopanie jej systemu korzeniowego przez poszukiwaczy żwiru. Drzewo stało na wzgórzu prawie do końca XX wieku. Zdjęcie Sosienki znalazło się na okładce wydanej w 1998 roku książki Beaty Kuliś pt. "Racibórz – Brzezie, topografia legendowa". W 1999 roku raciborzanin Adam Rokosz wykonał fotografię Sosienki, dzięki której zajął I miejsce w Ogólnopolskiej Wystawie Fotografii Dzieci i Młodzieży Białystok '99. W pierwszych dniach 2000 roku podpalono w akcie wandalizmu dziuplasty pień sosny. Przesycone żywicą drzewo łatwo zaczęło się palić. Wezwani na miejsce strażacy najprawdopodobniej nie zdawali sobie sprawy ze znaczenia drzewa i ścięli je. Wspomnienie o Sosience autorstwa Jana Dudy, znawcy raciborskiej przyrody, znalazło się w lokalnej gazecie parafialnej "Brzeski Parafianin" z 8 marca 2000 roku.
W 1993 roku, gdy Sosienka jeszcze istniała jeden ze starszych mieszkańców Brzezia posadził obok niej z własnej inicjatywy młodą sosnę, którą później pielęgnował. Sosna ta rośnie do dziś. W czasie, kiedy Sosienka usychała wykopano również pod jej korzeniami zagłębienie, odkrywając przy tym spory kamień, na którym widać było mimo jego dużych uszkodzeń zatartą datę oraz znak lub inicjały.

## Legendy
Z drzewem związanych było kilka legend. Najbardziej znana mówiła o zamku, który niegdyś miał stać na wzniesieniu. Według tej legendy jego właściciele wiedli hulaszczy tryb życia. Pewnego razu przechodzący nieopodal zamku w corocznej procesji wieśniacy z Najświętszym Sakramentem zostali wyśmiani przez uczestników trwającej właśnie na nim zabawy. Krótko po tym, jak procesja oddaliła się od zamku, zapadł się on pod ziemię, a na jego miejsce wyrosła sosna, która dla okolicznych mieszkańców stała się symbolem kary boskiej za grzechy i rozpustę. Istnieją także inne, podobne wersje tej legendy. Jedna mówi o pensjonacie, a nie o zamku, inna z kolei opowiada o klasztorze. Jeszcze inna mówi o tym, że w zamku mieszkały trzy piękne królewny – dwie złe, rozwiązłe i rozpustne, jedna zaś dobra, pobożna i uczciwa. Pewnego razu, w trakcie jakiegoś święta religijnego dwie siostry urządziły sobie zabawę. Trzecia odmówiła wzięcia w niej udziału, starała się nawet odwieść pozostałe od zamiaru wydania hucznego przyjęcia. Te jednak nie posłuchały i wtedy zamek zapadł się pod ziemię, a na jego miejsce wyrosły trzy sosny. Po jakimś czasie postanowiono je ściąć. Dwie pierwsze ścięto zgodnie z planem, jednak gdy zabrano się za trzecią, zaczęła z niej płynąć krew i rozległ się głos: "nie sadziłeś, nie wyrywaj". Ze strachu zaniechano więc próby ścięcia trzeciej sosny i tak ostała się na wzgórzu.
Istniała ponoć także przepowiednia mówiąca o tym, iż kiedy sosna uschnie, Brzezie przestanie istnieć. Łączono później tę przypowieść z faktem, iż w latach 70. XX wieku, kiedy to Sosienka zaczęła usychać, Brzezie włączono do granic Raciborza i jako samodzielna miejscowość przestało istnieć.